# Brightling
Brightling is een civil parish in het bestuurlijke gebied Rother, in het Engelse graafschap East Sussex met 371 inwoners.